# 竹巴龙乡
竹巴龙乡（藏語：གྲུ་བ་ནང，意为“渡口”），是中华人民共和国四川省甘孜藏族自治州巴塘县下辖的一个乡镇级行政单位。与西藏自治区昌都市芒康县的朱巴龙乡隔江相望。面积383平方公里，驻地海拔2481米。境内有金沙江大桥，为沟通川藏的要道。
清代在此设有津渡和驿站。民国三十七年（1948年）属同化镇。1958年成立竹巴龙乡。

## 行政区划
竹巴龙乡下辖以下地区：
竹巴龙村、自林贡村、三各贡村、基里村、水磨沟村、拉扎西村、下基里村和列布西村。